# Rüstorf
Rüstorf è un comune austriaco di 2 055 abitanti nel distretto di Vöcklabruck, in Alta Austria.